# کانتون ال تامبو
کانتون ال تامبو (به اسپانیایی: Cantón El Tambo) یک منطقهٔ مسکونی در اکوادور است که در استان کانیار واقع شده‌است.